# Reinheitsgebot

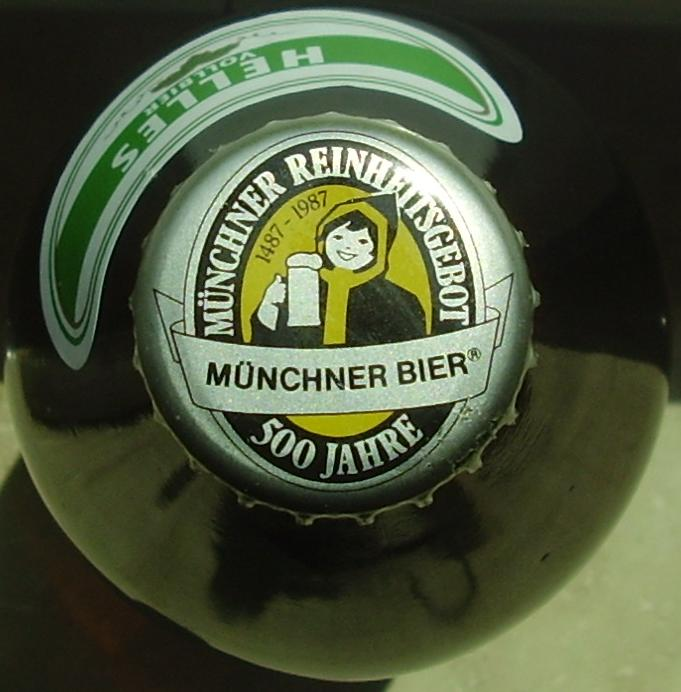
Impression sur capsule pour les 500 ans du décret de pureté de la bière de Munich.

Le Reinheitsgebot (prononcé en allemand : [ˈʁaɪnhaɪtsɡəboːt] ), également connu sous le nom français de « décret sur la pureté de la bière », précise les ingrédients autorisés dans le brassage d'une bière en Allemagne. Datant de 1516, il constitue l'un des plus vieux décrets alimentaires européens,. 
Le Münchner Reinheitsgebot (Munich) date lui de 1487.
Il continue d'être suivi par la majorité des brasseurs allemands, quoique l'harmonisation européenne des dernières décennies ait assoupli leurs obligations.

## Histoire
Le Reinheitsgebot fut édicté le 23 avril 1516 par le duc Guillaume IV de Bavière. Il prescrivait les standards dans la fabrication et la commercialisation de la bière. En particulier, les seuls ingrédients autorisés par le texte étaient le malt d'orge (orge germée et séchée), le houblon et l'eau. La levure n'était pas mentionnée dans le décret, sa nature étant inconnue à l'époque.
On a souvent expliqué cet édit comme une obligation de brasser la bière avec de l'orge, pour que le blé soit intégralement employé pour le pain, en période de famine. Cette vision hygiéniste oublie cependant que la bière était, en Bavière, à l'époque, considérée comme un pain liquide, un aliment de base à part entière.
Il est plus probable que comme des textes semblables antérieurs, par exemple ceux édictés à Ratisbonne en 1453 ou à Landshut en 1493, le but ait été d'imposer le houblon comme épice de la bière au détriment du gruit, mélange d'herbes et d'épices.
La motivation de ce passage au houblon est double. D'un côté, il s'agissait d'imposer une plante à l'innocuité reconnue, là où certains gruits contenaient de petites proportions de plantes aussi dangereuses que la jusquiame noire. De l'autre, il s'agissait de reprendre un contrôle total de l'imposition de la bière, le gruit étant souvent soumis à un monopole des monastères et abbayes catholiques, canal par lequel l'Église ponctionnait de fait un impôt sur la bière.
À son entrée forcée dans l'Empire allemand en 1871, une des conditions posées par la Bavière est de pouvoir garder sa loi sur la bière, ce qui lui permet de protéger ses brasseurs de la concurrence du reste de l'Allemagne.
C'est en 1906 que le Reinheitsgebot s'étend à l'ensemble de l'Allemagne, malgré les critiques de l'industrie de la bière. Cette entrée en vigueur provoque la disparition de nombreuses bières régionales, comme la tradition de bières aux cerises dans le Nord de l'Allemagne (cf. la Kriek belge).
Après la Seconde Guerre mondiale, le décret fut mis au goût du jour et incorporé dans la loi fédérale de taxation de la bière (Biersteuergesetz).
- dans les bières de fermentation basse furent autorisés le malt d'orge, le houblon et l'eau ;
- dans les bières de fermentation haute furent autorisés, en sus, les malts d'autres céréales ainsi qu'un nombre limité de sucres et de colorants.

Enfin, une plus grande liberté fut laissée aux bières destinées à l'exportation.

## Aujourd'hui
En raison de la réglementation européenne, d'autres ingrédients sont autorisés dans les bières allemandes, mais la majorité des brasseurs allemands continuent à suivre les prescriptions du Reinheitsgebot, considéré comme gage de qualité.